# Trạch quạch hạt nhỏ
Trạch quạch hạt nhỏ hay còn gọi muồng ràng ràng, ràng ràng, (danh pháp khoa học: Adenanthera microsperma) là một loài thực vật có hoa trong họ Đậu. Loài này được Johannes Elias Teijsmann & Simon Binnendijk miêu tả khoa học đầu tiên năm 1864.

## Đặc điểm
Cây gỗ nhỡ hay lớn, cao đến 30m, đường kính có thể tới 80 cm. Tán xoè rộng. Vỏ màu nâu có nhiều nốt sần, Cây mọc lẻ thường phân cành thấp, cành lúc còn non màu nâu đỏ và có cạnh. Lá kép lông chim 2 lần, mọc cách có 3-4 đôi cuống cấp 2 mỗi cuống mang 9-12 lá chét mọc cách, lá chét hình trái xoan tròn, dài, lá non màu đỏ vàng. Gân lá nổi rõ ở cả hai mặt. Cụm hoa hình chùm bông viên chuỳ, mỗi cụm dài 20–30 cm. Hoa lưỡng tính mẫu năm đều, tràng màu xanh vàng 5 cánh hẹp và nhị 10; chỉ nhị rời; bầu phủ nhiều lông. Quả đậu hình xoắn ruột gà dài 12–15 cm, rộng 1,5 cm. Hạt tròn dẹt, màu đỏ. Hoa tháng 3-5, quả tháng 10-11.
Loài này phổ biến ở Myanma, miền nam Trung Quốc, Campuchia, Lào, Việt Nam và Malaysia. Ở Việt Nam, có gặp từ Thái Nguyên, Phú Thọ, Hà Tây, Quảng Ninh vào tới Đồng Nai, Bà Rịa - Vũng Tàu.